# Телефонные планы нумерации в разных странах
Планы нумерации в различных странах:

## Абхазия
Телефонный код страны: 7

## Австралия
Телефонный код страны: 61
Выход на международную связь: 0011

## Австрия
Телефонный код страны: 43
Выход на международную связь: 00

## Азербайджан
Телефонный код страны: 994
Выход на международную связь: 00

## Аргентина
Телефонный код страны: 54
Выход на международную связь: 00

## Армения
Телефонный код страны: 374
Выход на международную связь: 00

## Беларусь
Телефонный код страны: 375
Коды операторов:
A1 и МТС: +375 (29)
A1: +375 (44)
MTC: +375 (33)
Life:) : +375 (25)
Городской: +375 (17)
Однако в связи с услугой переноса номера с префиксом, конкретный номер может быть и в сети другого оператора
Выход на международную связь: 810

## Бельгия
Телефонный код страны: 32
Выход на международную связь: 00

## Болгария
Телефонный код страны: 359
Выход на международную связь: 00
```
мобильная нумерация +359-ххх-ххх-ххх
```

## Бразилия
Телефонный код страны: 55
Выход на международную связь: 00 xx
Междугородние коды двухзначные, внутризоновые номера 8-значные. Мобильные номера выдаются в соответствующих географических кодах (то есть, как и стационарные, являются восьмизначными, и чаще всего начинаются на 9 или на 8).
В Бразилии междугородние и международные звонки осуществляются с применением кода выбора оператора, после кода выхода на междугороднюю или международную связь нужно набрать две цифры кода оператора, через которого осуществляется звонок:
- 12 CTBC
- 14 Brasil Telecom
- 15 Telefónica (Vivo)
- 17 Aerotech
- 21 Embratel
- 23 Intelig
- 25 GVT
- 31 Oi
- 32 Convergia
- 41 TIM
- 43 Sercomtel

## Великобритания
Телефонный код страны: 44
Выход на международную связь: 00
C 28 апреля 2001 года все стационарные, и нестационарные номера телефонов в Великобритании имеют длину 10 знаков (не включая лидирующий 0 кода зоны). Распределение кодов в плане нумерации Великобритании:
- 01 Коды географических зон
- 02 Коды географических зон (новые, с 2000 года)
- 03 Зарезервировано для новых кодов зон
- 04 Зарезервировано
- 05 Корпоративная нумерация, а также сервисы IP-телефонии (некоторые сервисы VoIP используют коды 0845, 0870или географически привязанные номера)
- 06 Зарезервировано
- 07 «Найди меня везде» (Find Me Anywhere) — мобильные телефоны и персональные телефонные номера
- 08 Бесплатные телефоны, Local & National Rate numbers
- 09 Сервисы премиум-класса

Коды населённых пунктов формируются следующим образом:
- (029) xxxx xxxx: Кардифф
- (0131) xxx xxxx: Эдинбург
- (01382) xxx xxx: Данди
- (015396) xxxxx: Седбер

Коды телефонных зон Великобритании (исключая 0, который должен быть отброшен при звонках из-за пределов страны) могут состоять из 2, 3, 4 или 5 цифр, в зависимости от длины телефонного номера внутри зоны, населённого пункта, при этом общая длина номера — 10 цифр (не включая лидирующий 0).

## Венгрия
Телефонный код страны: 36
Выход на международную связь: 00
Стандартная длина кода территории — 1 (только Будапешт) или 2 цифры. Номер имеет 8 или 9 (мобильные телефоны на 20, 30 и 70, номера корпоративных сетей на 71) цифр.
- 1 Будапешт
- 104 Скорая помощь
- 105 Пожарная охрана
- 107 Полиция
- 112 Общий экстренный телефон
- 20 мобильная сеть Pannon
- 22 Секешфехервар
- 23 area code for Biatorbágy
- 24 area code for Szigetszentmiklós
- 25 area code for Dunaújváros
- 26 area code for Szentendre
- 27 area code for Vác
- 28 area code for Gödöllo
- 29 area code for Monor
- 30 мобильная сеть T-Mobile
- 32 Шальготарьян
- 33 Эстергом
- 34 Татабанья
- 35 area code for Balassagyarmat
- 36 Эгер
- 37 area code for Gyöngyös
- 40 Shared-cost service (national)
- 42 Ньиредьхаза
- 44 area code for Mátészalka
- 45 area code for Kisvárda
- 46 Мишкольц
- 47 area code for Szerencs
- 48 area code for Ózd
- 49 area code for Mezőkövesd
- 52 Дебрецен
- 53 area code for Cegléd
- 54 area code for Berettyóújfalu
- 55 Тестовый номер
- 56 Сольнок
- 57 area code for Jászberény
- 59 area code for Karcag
- 62 Сегед
- 63 area code for Szentes
- 66 Бекешчаба
- 68 area code for Orosháza
- 69 area code for Mohács
- 70 cell phone network of Vodafone
- 71 Корпоративные сети
- 72 Печ
- 73 area code for Szigetvár
- 74 Сексард
- 75 area code for Paks
- 76 Кечкемет
- 77 area code for Kiskunhalas
- 78 area code for Kiskorös
- 79 Байя
- 80 freephone service (national)
- 81 IN
- 82 Капошвар
- 83 area code for Keszthely
- 84 area code for Siófok
- 85 area code for Marcali
- 87 area code for Tapolca
- 88 Веспрем
- 89 area code for Pápa
- 90 Premium-rate service (national)
- 91 IP VPN
- 92 Залаэгерсег
- 93 area code for Nagykanizsa
- 94 Сомбатхей
- 95 Сомбатхей
- 96 Дьёр
- 99 Шопрон

## Восточный Тимор
Телефонный код страны: 670
Выход на международную связь: 00
До сентября 1999, Восточный Тимор входил в план нумерации Индонезии, используя код страны +62 и коды двух крупнейших городов — Дили (390) и Баукау (399). В конфликте с Индонезией большая часть инфраструктуры связи была уничтожена, и компания Telkom Indonesia прекратила работу в Восточном Тиморе.
Был принят новый код страны +670, но международный доступ всё ещё несколько ограничен. Ситуация осложняется тем фактом, что код 670 ранее использовался Северными Марианскими Островами, и многие сети ещё не настроены на новое использование кода. (Северные Марианские острова, ныне часть Североамериканского плана нумерации, используют код страны 1 и местный код 670.)
Восточный Тимор имеет закрытый план нумерации, все абоненты имеют семизначные номера. План следующий:
- Мобильные телефоны: 72X-YYYY
- Служебные номера: 721-XXXX
- Фиксированная связь: 32X-YYYY (номера в городе Дили)
- Департаменты правительства: 333-YYYY
- Скорая помощь: 110
- Пожарная охрана: 115
- Служба ЧС: 112
- Международная связь: 00

## Вьетнам
Телефонный код страны: 84
Выход на международную связь: 00
В 2017 году Министерством информации и коммуникаций Вьетнама были внесены изменения в географические коды телефонного плана нумерации.
Новые коды провинций Вьетнама:
- +84296	Анзянг
- +84204	Бакзянг
- +84209	Баккан
- +84291	Бакльеу
- +84222	Бакнинь
- +84254	Бариа-Вунгтау
- +84275	Бенче
- +84256	Биньдинь
- +84274	Биньзыонг
- +84252	Биньтхуан
- +84271	Биньфыок
- +84270	Виньлонг
- +84262	Даклак
- +84261	Дакнонг
- +84236	Дананг
- +84251	Донгнай
- +84277	Донгтхап
- +84215	Дьенбьен
- +84269	Зялай
- +84216	Йенбай
- +84290	Камау
- +84292	Канхто
- +84206	Каобанг
- +84260	Контум
- +84232	Куангбинь
- +84235	Куангнам
- +84255	Куангнгай
- +84203	Куангнинь
- +84233	Куангчи
- +84258	Кханьхоа
- +84297	Кьензянг
- +84263	Ламдонг
- +84205	Лангшон
- +84214	Лаокай
- +84272	Лонган
- +84213	Ляйтяу
- +84228	Намдинь
- +84238	Нгеан
- +84229	Ниньбинь
- +84259	Ниньтхуан
- +84207	Туенкуанг
- +84227	Тхайбинь
- +84208	Тхайнгуен
- +84237	Тханьхоа
- +84234	Тхыатхьен-Хюэ
- +84273	Тьензянг
- +84276	Тэйнинь
- +84257	Фуйен
- +84225	Хайфон
- +84220	Хайцыонг
- +84226	Ханам
- +8424	Ханой
- +84239	Хатинь
- +84293	Хаузянг
- +8428	Хошимин
- +84221	Хынгйен
- +84294	Чавинь
- +84299	Шокчанг
- +84212	Шонла

## Германия
Телефонный код страны: 49
Выход на международную связь: 00
В Германии используются номера телефонов разной длины, некоторые из абонентских номеров — короче трёх знаков. Крупные города используют более короткие коды и допускают большее количество знаков в абонентском номере.
Некоторые номера и коды зарезервированы:
- 110 Полиция
- 112 Оператор службы спасения
- 116116 Сервис блокирования карточек (сообщения о потерях кредитных карт, SIMкарт и т. п..)
- 118xx Номера ассистантских компаний
- 19222 Скорая медицинская помощь (в некоторых регионах)
- 10xxx dial-around-services (alternative carrier)
- 11xx service numbers
- 12xx «innovative services», Unified Messaging & non-geographical VoIP
- 137 Номера для телеголосований
- 15x Мобильные телефоны
- 16x Пейджеры и мобильные телефоны
- 17x Мобильные телефоны
- 18x premium rate (shared-cost-service numbers before — nowadays more expensive than national calls)
- 190x premium rate до 2005 года (перенесено на 0900)
- 201 Эссен
- 211 Дюссельдорф
- 221 Кёльн
- 231 Дортмунд
- 261 Кобленц
- 30 Берлин
- 310 Выделено для телекоммуникационных компаний для междугородних звонков
- 311 Выделено для телекоммуникационных компаний для локальных звонков
- 32x Негеографический код для IP-телефонии
- 341 Лейпциг
- 351 Дрезден, Радебойль
- 40 Гамбург
- 421 Бремен
- 511 Ганновер
- 59 Фререн
- 611 Висбаден
- 69 Франкфурт-на-Майне
- 700 Негеографические персональные номера на всю жизнь
- 711 Штутгарт
- 7141 Людвигсбург
- 7146 Ремсек
- 791 Швебиш Халь
- 800 Бесплатные номера (внутри Германии)
- 89 Мюнхен
- 911 Нюрнберг
- 941 Регенсбург
- 9001 premium rate (information services)
- 9003 premium rate (entertainment services)
- 9005 premium rate (adult services)

Обычная длина вновь выдаваемых номеров — 10 или 11 знаков (включая код региона без 0). Номера, выданные ранее, не заменяются. Если номер снимается, то его больше не выдают. Код зоны содержит от 2-х (в Берлине, Гамбурге, Франкфурте-на-Майне и Мюнхене) до пяти знаков (небольшие города на востоке страны имеют код +49 3xxxx).
Бывшие земли ГДР получили в Германии коды на 3xxx, так как код Берлина 30 до этого был единственным кодом на 3. Они имеют коды от 331 (Потсдам) до 39999 (маленькая деревня Тутов в земле Мекленбург — Передняя Померания). В связи с ограниченным числом номеров используются и 5-значные номера территорий, тогда как в Западной Германии используются четырёхзначные (не считая 0 в начале).
Номера экстренного вызова в Германии — 110 для полиции и 112 — для пожарных и скорой медицинской помощи. В некоторых регионах Германии для вызова скорой медицинской помощи используется номер 19222, однако это вызывает ожесточённые протесты сторонников унификации телефонов вызова экстренных служб.

## Греция
Телефонный код страны: 30
Выход на международную связь: 00
В 2001—2002 годах Греция в два этапа перешла к закрытой десятизначной схеме нумерации, из-за чего телефонные номера менялись дважды. Например, до изменений в Афины следовало звонить следующим образом:
```
xxx xxxx (из Афин)

(01)
 xxx xxxx (из Греции)

+30 1
 xxx xxxx (из-за рубежа)
```

В 2001 году после кода территории в номера был добавлен 0:
```
010 xxx xxxx
 (из Греции, включая сами Афины)

+30 10 xxx xxxx
 (из-за рубежа)
```

Окончательно 2002, 0 в начале был заменён на 2 (для географических номеров) :
```
 
210 xxx xxxx
 (из Греции, включая сами Афины)

+30 210 xxx xxxx
 (из-за рубежа)
```

Аналогично к номерам мобильных телефонов была добавлена цифра 6.

## Гонконг(Китайская Народная Республика)
Телефонный код страны: 852
Выход на международную связь: 00

## Израиль
Телефонный код страны: 972
Выход на международную связь: 00

## Индия
Телефонный код страны: 91
Выход на международную связь: 00
Набор номеров для проводной и мобильной связи несколько отличается.

### Фиксированные номера (проводная связь)
Фиксированные номера обслуживаются BSNL, хотя с 2001 года появилось несколько новых операторов.
Коды Standard Trunk Dialling (STD) присвоены каждому городу/посёлку/деревне, причём крупнейшие города имеют более короткие коды, вплоть до 2 цифр. Для набора таких номеров используется префикс 0. Например:
```
011
 - 
Нью-Дели

022
 - 
Мумбаи

033
 - 
Калькутта

044
 - 
Ченнаи

020
 - 
Пуна
```

Дополнительно, в связи с возможностью существования операторов фиксированной связи (проводной или беспроводной), для каждого телефонного номера выделен код оператора, а именно:
```
2 - BSNL
3 - Reliance
4 - Airtel (fpanee Touchtel)
5 - Tata Indicom
```

Таким образом 020-30303030 — фиксированный номер оператора Reliance в Пуне, 011-20000198 — фиксированный номер BSNL в Дели, и 033-55269320 номер Tata Indicom в Калькутте.
Полный список кодов территорий Индии на сайте BSNL

### Номера мобильных телефонов
Telecom Regulator TRAI разделил страну на зоны, такие, что звонок внутри зоны считается местным, а между зонами становится дальним. Сотовая зона (или cellular round — сотовый круг) обычно один штат, за несколькими исключениями, такими, как город Мумбаи, являющийся отдельной зоной, штат Гоа — часть зоны Махараштра, или Уттар Прадеш (который настолько велик, что разделён на несколько зон).
С 20 мая 2005 года  звонки между зонами Мумбаи и Махараштра, Шеннаи и Тамилнаду, Калькутта и Западная Бенгалия и Уттар Прадеш (западный) и Уттар Прадеш (восточный) объединены в Inter service area connectivity. В связи с этим звонок внутри этих четырёх штатов would be treated as intra-service area call for the purposes of routing as well as Access Deficit Charges (ADC). The dialling procedure for calls within a State for these States would also be simplified то есть для звонка как с фиксированного, так и с мобильного телефона на мобильный, не надо будет набирать 0 в начале. Ref : DoT Notice
Все мобильные номера в Индии 9 (включая пейджинговую связь, которая ныне сворачивается). В каждой зоне может быть несколько частных операторов (сначала было два частных и BSNL, затем три частных + BSNL в диапазонах GSM 900/1800, сейчас также добавлены 2 частных и BSNL в диапазоне CDMA). Все мобильные телефоны имеют десятизначные номера вида (обычно) OO-AA-NNNNNN где OO код оператора, AA — код зоны, установленный оператором, и NNNNNN — номер абонента.
План нумерации следующий:
```
92-yy-yyyyyy
 - Tata Indicom. Номера не соответствуют схеме OO-AA-NNNNNN.

93-AA-NNNNNN
 - Reliance India Mobile. AA -код зоны.

94-AA-NNNNNN
 - BSNL. AA -код зоны.

98-XX-NNNNNN
 - Все частные (негосударственные) GSM-операторы. XX означает оператора и зону. 
```

Полный список телефонных планов Индии в статье en:India Cellphone Numbering

### Международная связь
Код международной связи в Индии 00. Например, чтоб позвонить по номеру 08-790-1000 в Швецию из Индии, надо набрать:
```
00 46 8 7901000
.
```

Для звонков в Индию из-за границы, следует набрать международный код Индии, 91, код зоны (без начального 0) и номер абонента. Например, чтобы позвонить по номеру 011-23456789 в Индию из Европы, следует набрать 00 91 11 23456789.

## Ирландия
Телефонный код страны: 353
Выход на международную связь: 00

## Исландия
Телефонный код страны: 354
Выход на международную связь: 00

## Испания
Телефонный код страны: 34
Выход на международную связь: 00

## Италия
Телефонный код страны: 39
Выход на международную связь: 00
Италия перешла на закрытый план нумерации в 1998 году. Этот переход получил название итал. fissa il prefisso (англ. «fix the prefix»).

## Казахстан
Телефонный код страны: 7
Выход на международную связь: 8-10
Из другой страны +7-7xx-xxx-xx-xx
Внутри страны 8-7xx-xxx-xx-xx

## Китайская Народная Республика
Телефонный код страны: 86
Выход на международную связь: 00
Гонконг и Макао имеют собственные международные телефонные коды и телефонные планы нумерации.

## Кипр
Телефонный код страны: 357
Выход на международную связь: 00

## КНДР
Телефонный код страны: 850
- Выход на международную связь: 00
- Выход на межзонную связь: 0

Для стационарных телефонов используются 8-значные номера формата (0х) ххх-хх-хх, у оператора Koryolink — 10-значные (+850 192 ххх-хх-хх).
В связи с особенностями политического режима КНДР телефонная сеть фактически подразделяется на две — телефонные номера, доступные для международных звонков и телефонные номера для внутренней связи. Право на стационарную международную связь имеют только государственные и дипломатические организации (посольства других стран, внешнеторговые компании, некоторые вузы), мобильную — иностранные туристы, арендующие SIM-карты Koryolink (с 7 января 2013 года). Простые граждане КНДР не имеют доступа к международной связи. При этом номера телефонов обеих категорий, находящихся даже в одном городе, различаются:
Пример: телефоны Посольства России в КНДР:
- Для звонков из-за рубежа: +850 (2) 3813031.
- Для звонков из Пхеньяна: 02 3823102.

## Колумбия
Телефонный код страны: 57
Выход на международную связь: 00

## Киргизия
Телефонный код страны: 996
Внутренние номера состоят из 9 цифр, из них 3(Бишкек и мобильные сети) или 4(Регионы) код доступа
Из другой страны +996-xxx-xxxxxx
Внутри страны 0-xxx-xxxxxx

Выход на международную связь: 00
Пожарная помощь — 101
Милиция — 102
Скорая медицинская помощь — 103
Справочная служба — 160

## Латвия
Телефонный код страны: 371
Выход на международную связь: 00
Формат национального номера следующий:
```
6XХХХХХХ  – стационарные телефоны
2XХХХХХХ  – мобильные телефоны
80xxxxxx  - бесплатные телефоны
90xххххх  - телефоны с повышенной платой 
```

Интересной особенностью является то, что абоненты могут мигрировать между операторами, сохраняя прежний номер.
Список коротких номеров, например, можно посмотреть у одного из крупнейших операторов сотовой связи LMT (Латвийский мобильный телефон) 
Более детальную информацию о принадлежности номера можно получить на сайте
Спасательная служба — 112 — со всех телефонов.
Пожарная служба — 112 — со всех телефонов. Временно оставлена возможность вызова по телефону 01 со стационарных телефонов.
Полиция — 110 — со всех телефонов. Временно оставлена возможность вызова по телефону 02 со стационарных телефонов.(Можно позвонить 112 и попросить соединить с полицией)
Скорая медицинская помощь — 113 — со всех телефонов. Временно оставлена возможность вызова по телефону 03 со стационарных телефонов. (Можно позвонить 112 и попросить соединить со скорой помощью)

## Литва
Телефонный код страны: 370
Выход на международную связь: 00
В Литве действует открытый план нумерации с восемью значащими цифрами национального номера. В качестве международного префикса используется комбинация «00», национальный префикс ещё со времён СССР — цифра «8». Переход на «0» проблематичен из-за того, что по-прежнему используются привычные номера спец. служб: 01, 02, 03, 04. К тому же, в Литве проживает много пенсионеров, и введение новых правил нумерации вызывает большое непонимание и социальные проблемы.
Формат национального номера следующий:
```
(3ХХ) ХХХХХ или (3Х) ХХХХХХ – стационарные телефоны
(4ХХ) ХХХХХ или (4Х) ХХХХХХ – стационарные телефоны
(5) ХХХХХХХ – стационарные телефоны, г.Вильнюс, кроме (528) ХХХХХ - Тракай
(6ХХ) ХХХХХ – мобильные телефоны
(7ХХ) ХХХХХ – стационарные телефоны без привязки к местности
(800) ХХХХХ – бесплатные номера
(8ХХ) ХХХХХ и (9ХХ) ХХХХХ – различные платные сервисы
```

Интересной особенностью является то, что абоненты могут мигрировать между операторами, сохраняя прежний номер. А также могут выкупить номер в собственность. При каждом исходящем звонке в чужую сеть, после набора номера выдаётся специальный информационный сигнал.
Правила набора:
```
Код выбора другого оператора: 10ХХ
Экстренные, информационные звонки: 11Х
Короткие номера: 12ХХ; 13ХХ; 14ХХ; 15ХХ; 16ХХ; 17ХХ; 18ХХ; 19ХХХ
Со стационарного телефона внутри города: ХХХХХ; ХХХХХХ; ХХХХХХХ
Со стационарного телефона в пределах страны: 8 ~ ХХХХХХХХ
С мобильного телефона в пределах страны: 8 ХХХХХХХХ или +370 ХХХХХХХХ
Звонок в другую страну: 00 КодСтраны НацНомер
```

Номера спец. служб:
```
С телефонов стац. сети ТЕО – Пожарная служба: 01, Полиция: 02, Мед. помощь: 03
С моб.  сети OMNITEL  – Пожарная служба: 101, Полиция: 102, Мед. помощь: 103
С моб. сетей BITE GSM, TELE2  – Пожарная служба: 011, Полиция: 022, Мед. помощь: 033
С любых телефонов: 112 – Полиция (в будущем служба спасения)
```

## Лихтенштейн
Телефонный код страны: 423
Выход на международную связь: 00
До 1999 года Лихтенштейн использовал план нумерации Швейцарии (код страны 41, код зоны 075), в настоящей момент для звонков из Швейцарии в Лихтенштейн требуется использовать международные правила набора номера.

## Макао(Китайская Народная Республика)
Телефонный код страны: 853
Выход на международную связь: 00

## Малайзия
Телефонный код страны: 60
Выход на международную связь: 00

## Мексика
Телефонный код страны: 52
Выход на международную связь: 00

## Молдавия
Телефонный код страны: 373
Выход на международную связь: 00

## Нидерланды
Телефонный код страны: 31
Выход на международную связь: 00

## Новая Зеландия
Телефонный код страны: 64
Выход на международную связь: 00

## Норвегия
Телефонный код страны: 47
Выход на международную связь: 00

## Перу
Телефонный код страны: 51
Выход на международную связь: 00
Большинство кодов Перу были изменены 1 марта 2003 года, предоставив отдельные коды регионов (national subdivision).
С этого дня спереди от номера приписывается цифра '9' к номерам мобильных/сотовых телефонов.
Теперь номера мобильных телефонов имеют длину 8 цифр в Лиме (+51 1 9xxxxxxx) и 7 цифр в остальных зонах (+51 xx 9xxxxxx).

## Польша
Телефонный код страны: 48
Выход на международную связь: 00

## Португалия
Телефонный код страны: 351
Выход на международную связь: 00

## РоссияиКазахстан
Телефонный код страны: 7
Выход на международную связь по умолчанию: 810. Для выбора оператора международной связи надо набирать 8 — гудок — код оператора — код страны — номер.
В плане нумерации России код выхода на междугородную связь — '8', номер абонента в целом состоит из 10 цифр, например:
```
8 495
 xxx-xx-xx или 
8 499
 xxx-xx-xx (в Москве)

8 495
 xxx-xx-xx или 
8 499
 xxx-xx-xx (в Москву из России)

+7 495
 xxx-xx-xx или 
+7 499
 xxx-xx-xx (в Москву из любой точки мира)
```

Для звонков внутри своей зоны: 8 + федеральный код + код города внутри зоны + номер.
Например, код Саратовской области — 845, код Саратова — 2, код Балашова — 45:
```
xx-xx-xx  (внутри 
Саратова
)
8 8452 xx-xx-xx  (в Саратов из 
Саратовской области
)
8 8452 xx-xx-xx  (в Саратов не из Саратовской области, но из России)
+7 8452 xx-xx-xx  (в Саратов не из России)
```

```
x-xx-xx  (внутри 
Балашова
)
8 84545 x-xx-xx  (в Балашов из Саратовской области)
8 84545 x-xx-xx  (в Балашов не из Саратовской области, но из России)
+7 84545 x-xx-xx  (в Балашов не из России)
```

Некоторые примеры записи телефонных номеров (обычно последние четыре цифры делятся на две группы по две цифры дефисами, а код зоны записывается без префикса 8 в скобках):
```
8 495 xxx-xx-xx: 
Москва
 (c 11 января 2011 года)
8 499 xxx-xx-xx: 
Москва
 (с 11 января 2011 года)
8 496 ххх-xx-xx: 
Московская область
, большие города
8 496xx x-xx-xx: 
Московская область
, маленькие города
```

```
(812) xxx-xx-xx: 
Санкт-Петербург

(813xx) x-xx-xx или xx-xxx: 
Ленинградская область
```

```
(8452) xx-xx-xx: 
Саратов
 (
Саратовская область
)
(84545) x-xx-xx: 
Балашов
 (
Саратовская область
)
```

Бесплатные номера:
```
8 800 xxx-xx-xx
8 804 xxx-xx-xx
```

Платные номера услуг:
```
8 801 ххх-хх-хх
   ..........
8 809 xxx-xx-xх (за исключением 8 804 ххх-хх-хх)
```

Исторически, '7' использовалась для кода СССР. После распада Советского Союза, все бывшие республики, кроме России и Казахстана получили новые телефонные коды стран.
Код доступа к международной линии — 8~10 — абоненты набирают '8', ждут гудка, а затем набирают '10', код страны, код зоны в стране и нужный номер.
Из-за использования 8 как для выхода на междугородную линию, так и в качестве первой цифры кода некоторых зон, иногда иностранцы путаются при наборе. Кроме того, иногда в иностранной печати вместо правильного (ранее) кода 095 часто можно было увидеть код 95, так как в Европе 0 используется для выхода на междугородную линию.
1 декабря 2005 года коды 095 и пр. были заменены на 495 и пр. (то есть первая цифра 0 кодов зон была заменена на 4), чтобы в будущем было возможно ввести соглашение МСЭ о префиксах 0 и 00 для междугородных и международных звонков соответственно. Коды 095 и 096 (а также другие коды, где 0 был заменён на 4) действовали до 31 января 2006 года включительно. См. Телефонные коды России после 2005  .
Исторический обзор телефонных планов нумерации в Советском Союзе и России: «§ 91. Краткая история телефонных номеров».

## Румыния
Телефонный код страны: 40
Выход на международную связь: 00
В последние годы использование фиксированной связи стало снижаться, а рынок мобильной связи расти. Операторы мобильной связи исчерпывали номерные ресурсы по мере того как оба основных мобильных оператора объявляли миллион за миллионом абонентов. Также, из-за приближения момента вступления страны в ЕС, государственная компания должна была потерять монополию в фиксированной связи. Реформа 2002 года поменяла систему на 10-значную, в которой в начале всегда шёл национальный код доступа 0:
- номера фиксированной связи Romtelecom начинались с двух- или трёхзначного географического кода: 21 для Бухареста (например 021-xxx-xxxx) и 2pp для других уездов (например 0233-xxx-xxxx для уезда Нямц)
- новым операторам фиксированной связи были выделены новые географические коды, которые начинались с 3, например номера фиксированной связи Astral Telecom имеют вид 03pp-xxx-xx, используя те же две цифры (или 1 для Бухареста, например 031-xx-xxxx) для уездов что и Romtelecom
- коды операторов мобильной связи начинались с 7: 72 для Vodafone România (пример 072p-xxx-xxx), 74 для Orange România и т. д.
- нетарифицируемые номера имеют код 800 (например 0-800-xxx-xxx)
- номера с завышенной тарификацией начинаются на 021-89-xxxxx, как часть номеров, которыми владеет Romtelecom в Бухаресте.

Для звонков в пределах Румынии обычно требуется 10 цифр номера, в то время как абоненты Romtelecom могут звонить внутри региона не используя 0 в начале и код этого региона (номер приобретает вид xxx-xxxx для Бухареста и xxx-xxx для остальной части страны). Коды Romtelecom для всех уездов были выбраны в географическом порядке начаная с северной Молдовы (для уезда Сучава 30), затем на юго-западе Валахия, затем на юго-востоке Трансильвания, на севере, завершая круг, до самого большого кода 69 (для уезда Сибиу).
SMS с повышенной стоимостью посылаются на трёх- или четырёхзначные номера. Каждый оператор имеет свою собственную систему.
Короткие номера имеют 3 или 4 цифры, преимущественно с 9 в начале, например 981 для скорой помощи или 9xxx для различных служб такси. Каждый уезд или город имеет свои службы, например пожарные, полиция, но с одинаковым номером. Куда будет направлен звонок зависит от местоположения.
Румыния присоединилась к Европейской инициативе создания единого экстренного номера 112.
При звонках в Румынию из-за её пределов первый ноль убирается и заменяется международным кодом доступа и кодом страны, например +40-xxx-xxx-xxx.
При звонках за границу из Румынии, международный код доступа 00. С мобильных телефонов также используется +.

## Сербия
Телефонный код страны: 381
Выход на международную связь: 00
```
мобильная нумерация +381 хх ххх-хххх
```

## Сингапур
Телефонный код страны: 65
Выход на международную связь: 00

## Таджикистан
Телефонный код страны: +992

 **

Областные коды трехзначные и начинаются с цифр 3. Например звонок на стационарный телефон в Душанбе будет:

Внутризональная (семизначная нумерация) 1234567 

Звонок из региона Таджикистана 372 (код Душанбе) 1234567

Звонок из-за границы Таджикистана в г. Душанбе + 992 37 123 4567

Для звонков на мобильные телефоны необходимо набирать двухзначный код оператора XX и семизначный номер абонента 123-4567 то есть +992-(код оператора)-(номер абонента).
Коды мобильных провайдеров Республики Таджикистан:

98 и 91(8) — независимые коды GSM оператора «Babilon-Mobile». Весь шестизначный пул из емкости 91-8 принадлежит абонентом данного оператора. например: 91-8x-xxxx.

90, 55 и 88 — независимые коды GSM оператора «Megafon-Tajikistan»

91 — независимый код GSM оператора «Beeline-TJ». За исключением «8»-ой емкости.

92, 93 и 50 — независимые коды оператора «Tcell»

95 — независимый код CDMA оператора «TK-Mobile»
Коды VOIP или NGN провайдеров Республики Таджикистан:

41 — независимый код провайдера «Megafon-Tajikistan»

42 — независимый код NGN провайдера «Intercom»

44 — независимый код NGN провайдера «Babilon-Telecomunication»

48 — независимый код NGN провайдера «Telecom Technology»

## Турция
Телефонный код страны: 90
Выход на международную связь: 00
В плане нумерации Турции код выхода на междугородную связь — '0', международную — '00', номер абонента состоит из 10 цифр (где первые 3 цифры — это код региона, 7 цифр — номер абонента).

## Узбекистан
Телефонный код страны: +998

С конца 2018 Узбекистан перешел на единую 9-ти значную систему телефонной связи.

В результате этого перехода междугородняя связь исчезла как в вид услуг телекоммуникаций, и отпала необходимость набора 0 при звонках на телефоны других регионов.
Номер телефона любого абонента состоит из девяти цифр который состоит из кода оператора/региона и номера телефона абонента. Например звонок на стационарный телефон в Ташкент осуществляется:

71-123-45-67 вместо 0 (371) 123-45-67

Звонок из-за границы Узбекистана в г. Ташкент + 998 71 234 5678
Звонки на стационарные телефоны из других регионов также осуществляются по 9-ти значным номерам которые состоят из 2 цифр кода региона и 7 цифр номер абонента. Например:
- Андижанская область — старый номер 0(374) ххххххх — новый номер 74ххххххх
- Бухарская область — старый номер 0(365) ххххххх — новый номер 65ххххххх
- Джизакская область — старый номер 0(372)ххххххх — новый номер 72ххххххх
- Кашкадарьинская область — старый номер 0(375) ххххххх — новый номер 75ххххххх
- Навоийская область — старый номер 0(436) ххххххх — новый номер 79ххххххх
- Наманганская область — старый номер 0(369) ххххххх — новый номер 69ххххххх
- Самаркандская область — старый номер 0(366) ххххххх — новый номер 66ххххххх
- Сурхандарьинская область — старый номер 0(376)ххххххх — новый номер 76ххххххх
- Сырдарьинская область — старый номер 0(367)ххххххх — новый номер 67ххххххх
- Ферганская область — старый номер 0(373)ххххххх — новый номер 73ххххххх
- Хорезмская область — старый номер 0(362)ххххххх — новый номер 62ххххххх
- Республика Каракалпакстан — старый номер 0(361)ххххххх — новый номер 61ххххххх
- Ташкентская область — старый номер 0(370)ххххххх — новый номер 70ххххххх

Звонки на телефоны мобильных операторов осуществляются путем присоединения кода оператора к номеру телефона:

90 и 91 — коды оператора «Билайн». Звонок из любого региона на номер оператора осуществляется набором 90(91) 234 5678

93 и 94 — коды оператора «UCell». Звонок из любого региона на номер оператора осуществляется набором 93(94) 234 5678

95 и 99 — код оператора «UzMobile». Звонок из любого региона на номер оператора осуществляется набором 95(99) 234 5678

97 — код оператора «Mobiuz» (бывший «UMS»). Звонок из любого региона на номер оператора осуществляется набором 97 234 5678

98 — код оператора «Perfectum Mobile».

Порядок вызова экстренных оперативных служб (пожарной охраны, милиции, скорой медицинской помощи, аварийной службы газовой сети, службы спасения) остался без изменения.

К примеру:

101 — Пожарная охрана.

102 — Милиция.

103 — Скорая медицинская помощь.

104 — Экстренная служба газа.

1050 — Служба спасения.

## Украина
Телефонный код страны: 380
Выход на международную связь: 00
Украина использует четырёхуровневый (местный, зональный, национальный и международный уровень) открытый план нумерации. Для всех неместных звонков требуется набрать 0, дождаться сигнала готовности станции (то есть гудка, зуммера, исключение составляют цифровые АТС, при их использовании можно не дожидаться сигнала готовности станции), затем нужно набрать код региона или мобильного оператора, либо, для международных звонков, снова 0 и код страны.
До 14 октября 2009 года на территории Украины для междугородних и международных звонков использовался советский формат набора (8-10-код страны-…).
Код зоны на Украине состоит из двух знаков, затем следует код населённого пункта (1, 2 или 3 знака), затем номер телефона. В некоторых городах, где введена семизначная нумерация городских телефонов код города отсутствует (например, Киев: 0 44 xxx xxxx, Харьков: 0 57 ххх хххх). Также в некоторых городах, где переход на семизначную нумерацию не завершён, код города может добавляться опционально. Таким образом в Одессе внутри сети используются как шестизначные, так и семизначные номера. При звонках из-за пределов области следует набирать так:
```
0 48 ххх-хххх—на семизначный номер в Одессу
0 48 2 хх-хххх—на шестизначный номер в Одессу
0 48 68 х-хххх—в Черноморск
```

Как правило, зона географически совпадает с областью, за исключением Севастополя, для которого выделен отдельный код зоны, что не отменяет общего правила, поскольку Севастополь является отдельной административной единицей.
Несколько примеров набора:
```
xxx xx xx      (для стационарных телефонов в Киеве, 7-значная нумерация)
x xx xx        (для стационарных телефонов в Броварах (Киевская область), 5-значная нумерация)
0 4594 x xx xx (с киевского городского телефона на городской телефон в Броварах (Киевская область), внутри одной зоны)
```

## Филиппины
Телефонный код страны: 63
Выход на международную связь: 00

## Финляндия
Телефонный код страны: 358
Выход на международную связь: 00
Телефонный план нумерации Финляндии был изменён в 1996 году. Изменения состояли в том, что были отменены коды регионов, а номер выхода на междугороднюю линию был заменён с 9 на 0. Это означало, что код Хельсинки также был изменён:
```
До 1996:

90'
 xxx xxx     
из пределов Финляндии

+358 0
 xxx xxx 
из-за пределов Финляндии
```

```
После 1996:

09'
 xxx xxx     
из пределов Финляндии

+358 9
 xxx xxx 
из-за пределов Финляндии
```

Код доступа к международной линии стал 00.

## Франция
Телефонный код страны: 33
Выход на международную связь: 00
В 1996 Франция изменила план нумерации на 10-значную систему со следующими кодами:
```
01
 Париж и Иль-де-Франс

02
 Северо-запад

03
 Северо-восток

04
 Юго-восток

05
 Юго-запад

06
 Мобильные телефоны

08
 Бесплатные телефоны (
фр.
 
numéro vert
) и общие платные сервисы.

08 70 7X XX XX
 выделены для интернет-провайдеров.
```

## Хорватия
Телефонный код страны: 385
Выход на международную связь: 00

## Чехия
Телефонный код страны: 420
Выход на международную связь: 00

## Швейцария
Телефонный код страны: 41
Выход на международную связь: 00

## Швеция
Телефонный код страны: 46
Выход на международную связь: 00

## Эквадор
Телефонный код страны: 593
Выход на международную связь: 00

## Эстония
Телефонный код страны: 372
Выход на международную связь: 00
В Эстонии используется исключительно закрытый план нумерации. Номера стационарных телефонов являются 7-значными, номера мобильных телефонов являются 8-значными, реже 7-значными (встречаются в префиксах 50, 51, 52, 55), начинаются на «5». Для связи используются цифровые телефонные станции.
```
Мобильная связь: +372 5ххххххxx
```

```
Экстренные службы
Полиция: 110 (начался переход на единый номер 112)
Скорая помощь: 112
Пожарная служба: 112 
Таллинская муниципальная полиция: 1345 
Уличное освещение (круглосуточно): 1345 
Поломки светофоров (круглосуточно): 1345
Перебои электроэнергии (Eesti Energia): 1343
Перебои телефонной связи (Elion): 165
```

## ЮАР
Телефонный код страны: 27
Выход на международную связь: 09

## Япония
Телефонный код страны: 81
Выход на международную связь: 00

## Европейский союз(план 1996)
Планируемый Телефонный код страны: 3
Выход на международную связь: 00

## США,КанадаиВест-Индия
Телефонный код страны: 1
Выход на международную связь: 011
В США (включая их территории), Канаде, на Бермудских островах и большинстве островов Карибского моря зональные коды регулируются Североамериканским планом нумерации (NANP — North American Numbering Plan). В настоящее время все зональные коды (официально называемые зонами плана нумерации) в NANP должны состоять из 3 цифр.
Не все зональные коды соответствуют географической зоне. Коды 8xx (кроме 811 и 899) с двумя последними совпадающими цифрами, например, 800, 888, 877, 866 и т. д., зарезервированы для бесплатных телефонных звонков. Код 900 зарезервирован для платных телефонных услуг. Зональный код 710 зарезервирован для правительства США, но в этом коде (по состоянию на 2004 год) существует всего один номер: +1 710 627 4387.
В каждой зоне номера от 555-0100 до 555-0199 зарезервированы для использования в художественных произведениях.
Сотовым телефонам выделяется номерная ёмкость внутри обычных зональных кодов, соответствующих домашнему или рабочему адресу сотового абонента вместо отдельного набора зональных кодов (как, например, коды DEF в России), а все расходы по обеспечению связи свыше обычных тарифов берут на себя абоненты сотовой связи.

## Планы набора номера
Планы набора номера в разных областях отличаются в зависимости от того, накладываются ли друг на друга зональные коды (то есть обслуживается ли одна и та же географическая зона разными зональными кодами), и требуется ли законодательством оповещение о платном звонке (то есть требуется ли набор 1 для платных звонков).
В зонах без наложений и без оповещения о платном звонке (например, Калифорния, бо́льшая часть Иллинойса, штаты Нью-Йорк и Нью-Джерси) звонки внутри зонального кода набираются семью цифрами (7D, 7 digits), а звонки за пределы зонального кода набором 1, а за ней 10 цифр (1+10D). В большинстве зон допускается набор 1+10D даже для номеров, которые должны набираться как 7D. Число набранных цифр никак не соотносится с тем, является ли звонок местным или платным.
В зонах без наложений и с оповещением о платном звонке местные звонки в своём зональном коде набираются как 7D, платные звонки как 1+10D. В некоторых местах местные звонки на другие зональные коды набираются как 1+10D, в других — просто как 10D без 1 в начале.
В зонах с наложениями местные звонки набираются как 10D. (В городе Нью-Йорк предпочтительнее 1+10D, но 10D тоже работает.) В зонах без оповещения о платном звонке, все звонки на номера внутри зонального кода и в коды с наложением, обслуживающем ту же зону, могут быть набраны как 10D, так и как 1+10D, а звонки в другие зональные коды должны набираться как 1+10D. В зонах с оповещением о платном звонке, все платные звонки совершаются как 1+10D.
Большинство зон разрешают набирать местные номера как 1+10D, кроме Техаса, где требуется, чтобы звонящий знал, какие номера местные, а какие — платные; там для всех местных звонков набирается 10D, а для всех платных — 1+10D.
В будущем планируется сменить тип набора на 1+10D во всех зонах.